# Cadran analemmatique

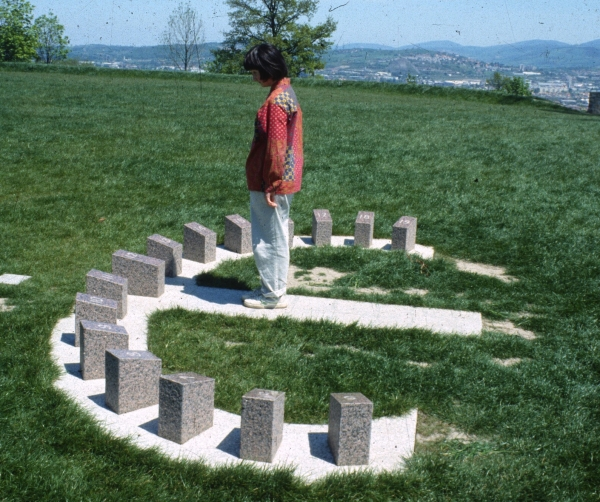
Un cadran analemmatique situé à Saint-Étienne dans le parc de Montaud.

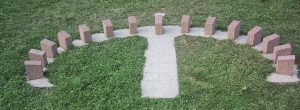
Le cadran analemmatique de Saint-Étienne vu depuis le sud vers le nord. Les plots en granite rose marquent les heures de 5 heures du matin (à gauche de l'observateur, vers l'ouest) à 19 heures (à sa droite, vers l'est).

Un cadran analemmatique est un cadran solaire de type azimutal. L'heure est alors donnée par la direction de l'ombre du style (fréquemment un homme debout à une position variable suivant les jours de l'année), qui indique l'azimut du Soleil ; d'autres types de cadrans comme le cadran de berger ou l'anneau de paysan utilisent la hauteur du Soleil.
Pour construire un cadran analemmatique, il faut déterminer une direction pour le style et un plan pour le cadran des heures. La direction du style et le plan des heures sont quelconques. On choisit généralement la verticale et le plan horizontal. Dans ce cas, le style du cadran analemmatique ne peut pas être fixe, il doit se positionner sur la ligne des dates selon la déclinaison du Soleil, c'est-à-dire selon la période de l'année. Ceci explique le fait que certains cadrans analemmatiques ne possèdent pas de style : l'observateur joue alors ce rôle, en se positionnant sur l'échelle des dates. Les heures sont marquées sur un cadran horaire de forme elliptique et l'ombre du style joue le rôle de l'aiguille du cadran.
De fait le cadran analemmatique englobe tous les cadrans solaires de type azimutal. Si l'axe du style est placé selon l'axe des pôles avec un plan de projection équatorial, c'est un cadran solaire équatorial ; si le plan de projection est un plan vertical strictement orienté vers le sud, il devient un cadran méridional.
Les plus anciens cadrans de ce type en France sont ceux de l'église de Brou à Bourg-en-Bresse (v.1513 ), du parc de la Colombière à Dijon (1828), du parc de l'Observatoire à Besançon (1902), de la promenade du Peyrou à Montpellier (1927), du jardin des Doms à Avignon (1931). Il en existe un plus récent (1991) près de la chapelle de Buisante à Pommiers (69)....

## Le cadran de Saint-Étienne
L'exemple présenté ici est situé à Saint-Étienne à 45° 27' et 4°5 E. Son grand axe mesure 2 mètres. Dans cette réalisation c'est une personne debout qui joue le rôle de style vertical. Il a été conçu pour qu'une personne de 1,20 m de haut puisse y lire l'heure en toutes saisons. Pour déterminer l'heure, la personne se place sur la ligne des dates, ligne médiane orientée nord-sud, sur le repère correspondant à la date du jour. Son ombre projetée sur l'ellipse graduée par les plots en granite indique l'heure.
Le type de construction du cadran de Saint-Étienne avec ses grosses pierres (plots en granite) marquant les heures est davantage fait pour donner le principe de la lecture de l'heure au Soleil, que d'en permettre la lecture avec exactitude. La personne sert d'index (style), il faut donc aussi tenir compte de la taille de l'ombre de sa tête, et de son placement correct sur la ligne des dates.

### Le cadran horaire

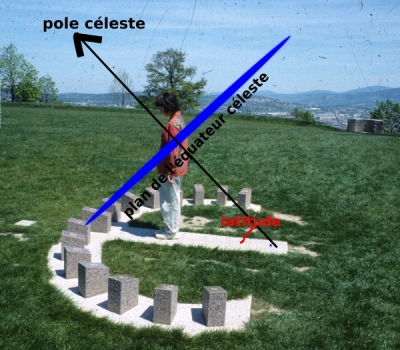
Schéma explicatif.

Le cadran de Saint-Étienne comporte deux éléments : la ligne de date et le cadran horaire. Le cadran horaire est l'ellipse sur laquelle seront placés les plots indiquant les heures. C'est la projection (selon la verticale) du cercle équatorial sur le sol (le plan horizontal).
Le cercle équatorial est figuré en bleu sur la figure. C'est un cercle de rayon R qui est "basculé" sur le plan équatorial (c'est-à-dire vers le pôle céleste) d'un angle égal à la différence entre 90 ° et la latitude, soit pour Saint-Étienne d'environ 45°, exactement 90° - 45°27'. (Le pôle céleste est ce que l'on peut observer la nuit comme centre apparent des étoiles en mouvement.)
Le petit axe de l'ellipse du cadran horaire doit être orienté selon la direction nord - sud. (La méthode pratique la plus simple pour déterminer le sud est l'observation de l'ombre d'un bâton vers la mi-journée. Quand l'ombre est la plus courte c'est midi solaire et le Soleil est au sud, son ombre montre le nord).

### La ligne des dates

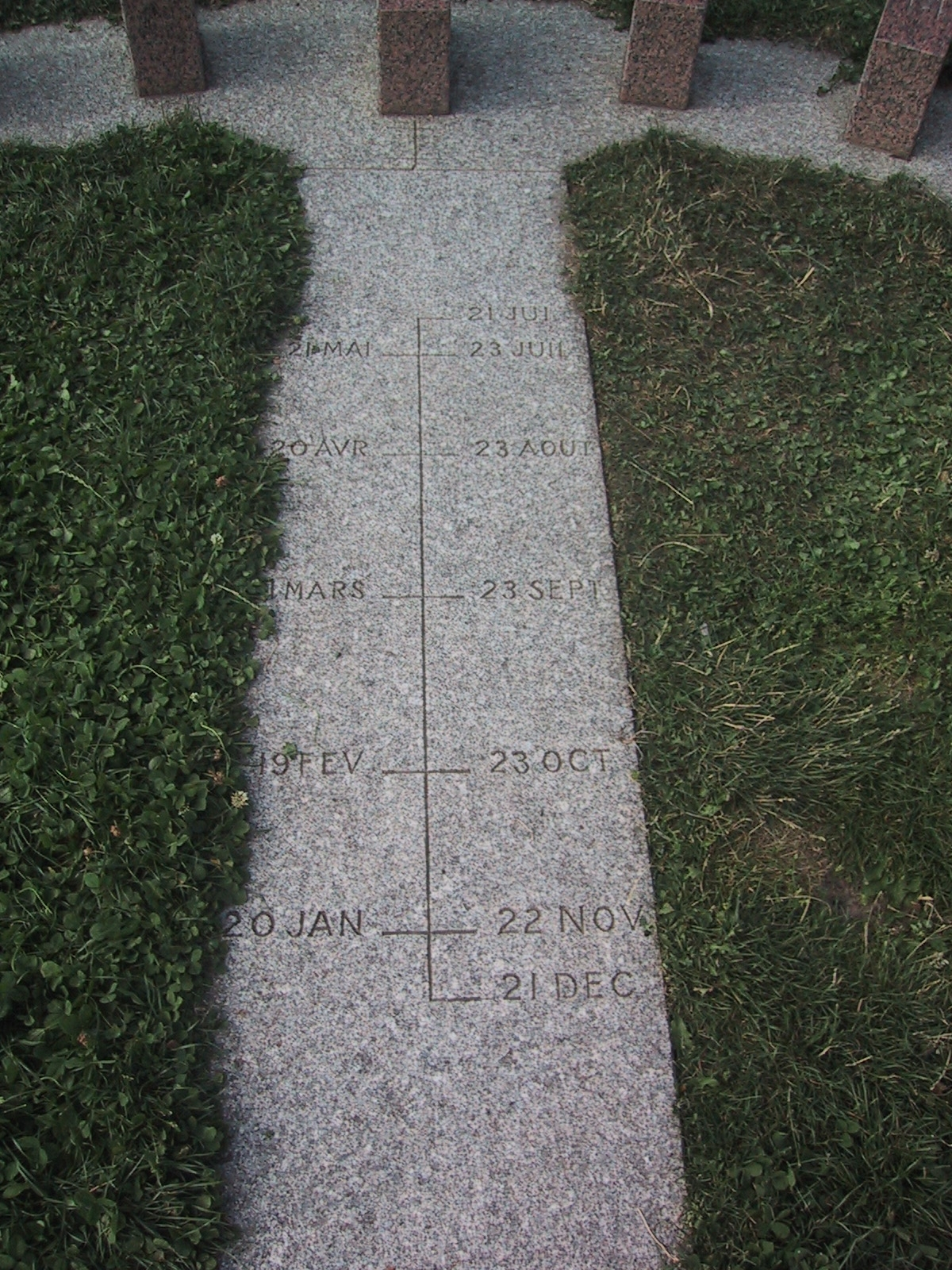
Détail de la ligne des dates.

La ligne des dates est orientée nord-sud. C'est la déclinaison du soleil qui détermine le repère de la date sur la ligne des dates. Comme les déclinaisons sont identiques deux fois par année par exemple aux équinoxes, ou le 20 janvier et le 22 novembre). Une même position correspond à deux dates qui sont notées en vis-à-vis.
Pour graduer la ligne des dates, trois positions sont importantes: la position du tiret central pour les équinoxes (le 21 mars et le 23 septembre) et les deux positions extrêmes qui correspondent aux deux solstices (d'été le 21 juin et d'hiver le 21 décembre). La distance entre le tiret central des équinoxes et les deux tirets extrêmes des deux solstices est la même. Ici dans notre exemple elle est de 30,4 cm. Une date intermédiaire permet plus de précision pendant l'utilisation, à la date du 21 mai la distance est de 25,7 cm. Ces valeurs sont calculées pour Saint-Étienne 45,5° avec un rayon R de 1 m. Il est possible de faire le dessin en proportion pour une même latitude avec des rayons différents).
La formule pour le calcul de la longueur S entre le tiret d'équinoxe, centre du cadran, et le tiret de la date voulue est S = R x Cos L x Tan D
avec: D = déclinaison du Soleil, L= latitude du lieu d'observation et R = rayon du grand cercle.

### Construction
Pour un placement des heures sans calcul, voici une méthode graphique :
1. Tracer le grand cercle G (diamètre 2 m sur l'exemple joint, R = 1 m). On prend le sinus de l'angle de la latitude et on obtient un deuxième cercle P de rayon r, le petit car r = R x sin L
2. Diviser en angles de 15° (360°/24) traits en bleu sur le dessin.
Tracer des lignes parallèles à l'axe est-ouest passant par le cercle rouge et une division de 15°, puis à l'axe nord-sud et passant par le cercle noir et la même division de 15°.
3. Les intersections liées à un même angle donnent les points des heures.

On pourrait procéder avec des subdivisions de 15°/2 pour avoir les 1/2 heures, mais ce n'est pas réaliste, car pas assez lisible, avec ce type de construction.

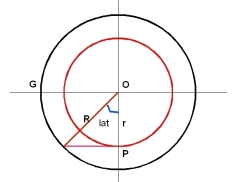
Tracer le grand cercle G. Attention - petite erreur sur la figure, l'angle noté lat, n'est pas la latitude mais la colatitude, c'est-à-dire : 90° - lat.
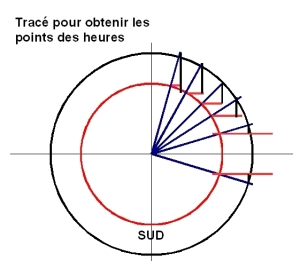
Diviser en angles de 15°.
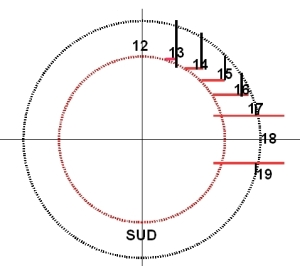
Les intersections liées à un même angle donnent les points des heures.

## Analemme
La ligne des dates d'un cadran analemmatique est souvent appelée analemme, bien que ce soit un segment de droite et qu'un tel cadran ne permette pas d'afficher l'heure solaire moyenne ou le temps universel.
Certains constructeurs de cadrans analemmatiques, font figurer un analemme qui ne peut servir que de table de conversion. Si on voulait faire afficher directement l'heure solaire moyenne sur le cadran, il faudrait déplacer le gnomon mobile dans un sens (vers le nord ou vers le sud) à l'heure où le soleil est à l'est et dans le sens opposé le même jour à l'heure où le soleil est à l'ouest, donc aucune position du gnomon ne pourrait convenir pour toute la journée.

## Principe général de fonctionnement

### Principe de la construction
Le principe de la construction est de projeter un cadran solaire équatorial suivant une direction quelconque, sur un plan quelconque. La direction de la projection détermine la direction du style. La particularité du cadran analemmatique est d'avoir un style qui n'est pas obligatoirement orienté selon l'axe des pôles comme le serait celui d'un cadran équatorial ou mural. En conséquence la position du style dépend de la date.
Les explications dans la suite sont données en prenant pour plan de projection: le plan horizontal, et comme direction de projection: la verticale du lieu. Le cadran de Saint-Étienne présenté ci-dessus est construit de la sorte. Ce cas particulier est facilement généralisable pour n'importe quel plan de projection et n'importe quelle direction de projection.

### Vue d'ensemble

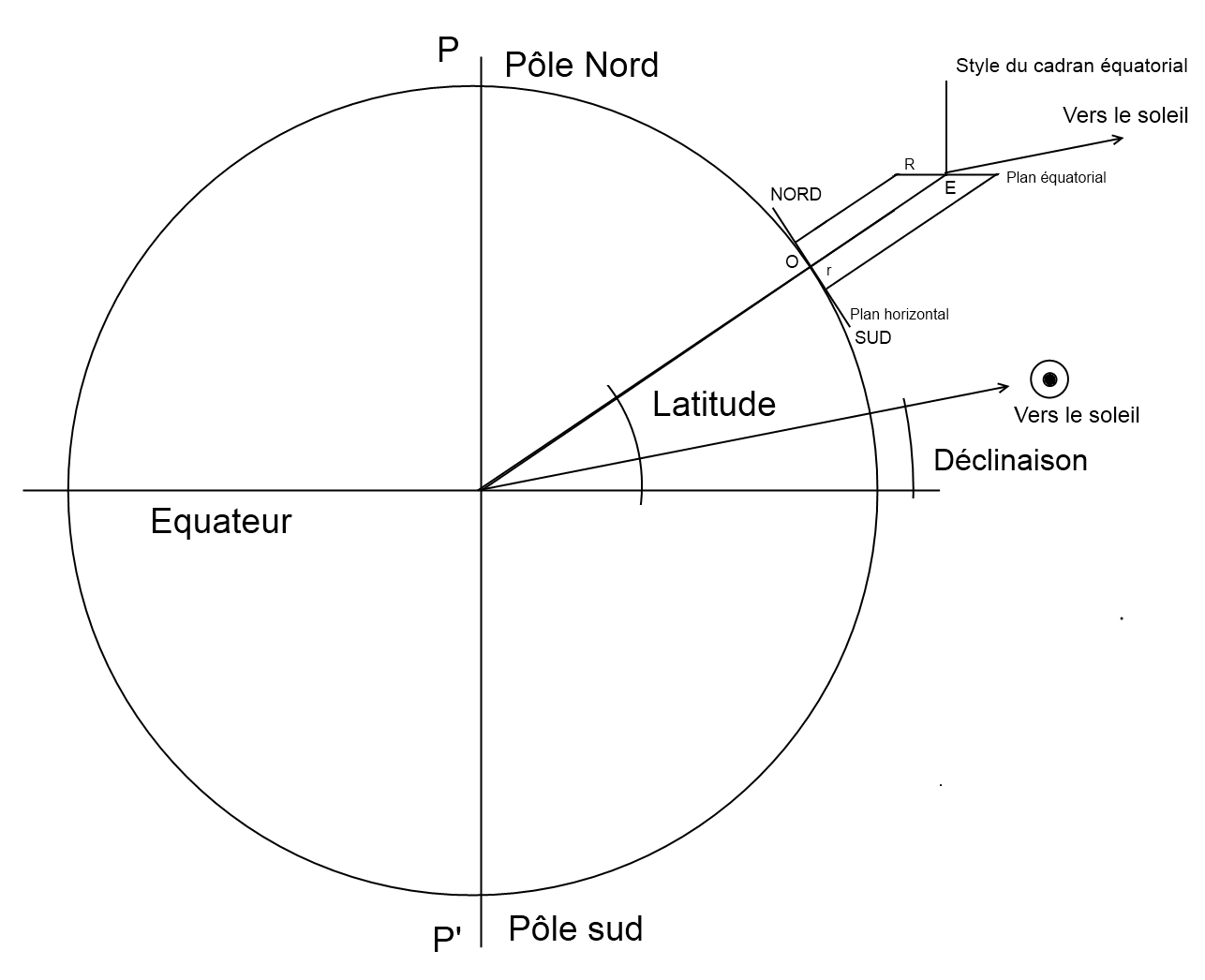
Principe de construction du cadran analemmatique par projection du cadran équatorial sur un plan. Le plan choisi ici est le plan horizontal et l'axe de projection est la verticale du lieu.

La figure représente la Terre vue « de côté » avec l'équateur et l'axe des pôles P-P' au-tour duquel la Terre fait un tour en 24 heures.
Le lieu d'observation (Saint-Étienne dans l'exemple précédent) est indiqué par le point O. Le plan de la figure est le plan méridien du lieu. Le Soleil est supposé situé dans le plan de la figure, c'est-à-dire dans le plan méridien du lieu d'observation. Il passe donc au sud et il est midi solaire pour ce lieu. La direction du Soleil est indiquée par les deux flèches Vers le soleil, l'une partant du centre de la Terre, l'autre partant du point E. Le Soleil étant très éloigné de la Terre, ces deux flèches sont parallèles.
La base de la construction du cadran analemmatique est le cadran solaire équatorial dont nous rappelons le principe :
- Du fait de la rotation de la Terre, le Soleil fait en apparence un tour en 24 heures autour de l'axe des pôles, soit 15° en une heure.
- Il est midi solaire quand le Soleil passe dans le plan méridien du lieu, donc vers le sud (pour l'hémisphère nord au-dessus du Tropique du cancer).

Pour observer la rotation du Soleil et déterminer l'heure on réalise un cadran solaire équatorial avec :
- un cercle horaire gradué en heure (1 heure / 15°) avec 12 h (midi solaire) vers le nord[4] Ce cercle est placé dans un plan parallèle au plan de l'équateur, d'où le nom de cadran solaire équatorial.
- une tige (un style) parallèlement à l'axe des pôles P-P', passant par le centre du cercle horaire.

Le cadran équatorial est représenté, vu de côté, sur la figure. Le point E représente le centre du cadran. Ce cadran équatorial est ensuite projeté sur le plan horizontal selon la verticale et constitue ainsi le cadran horaire du cadran solaire analemmatique. Le centre du cadran horaire est représenté par le point O. On le désigne aussi par centre du cadran analemmatique.

### Vue détaillée

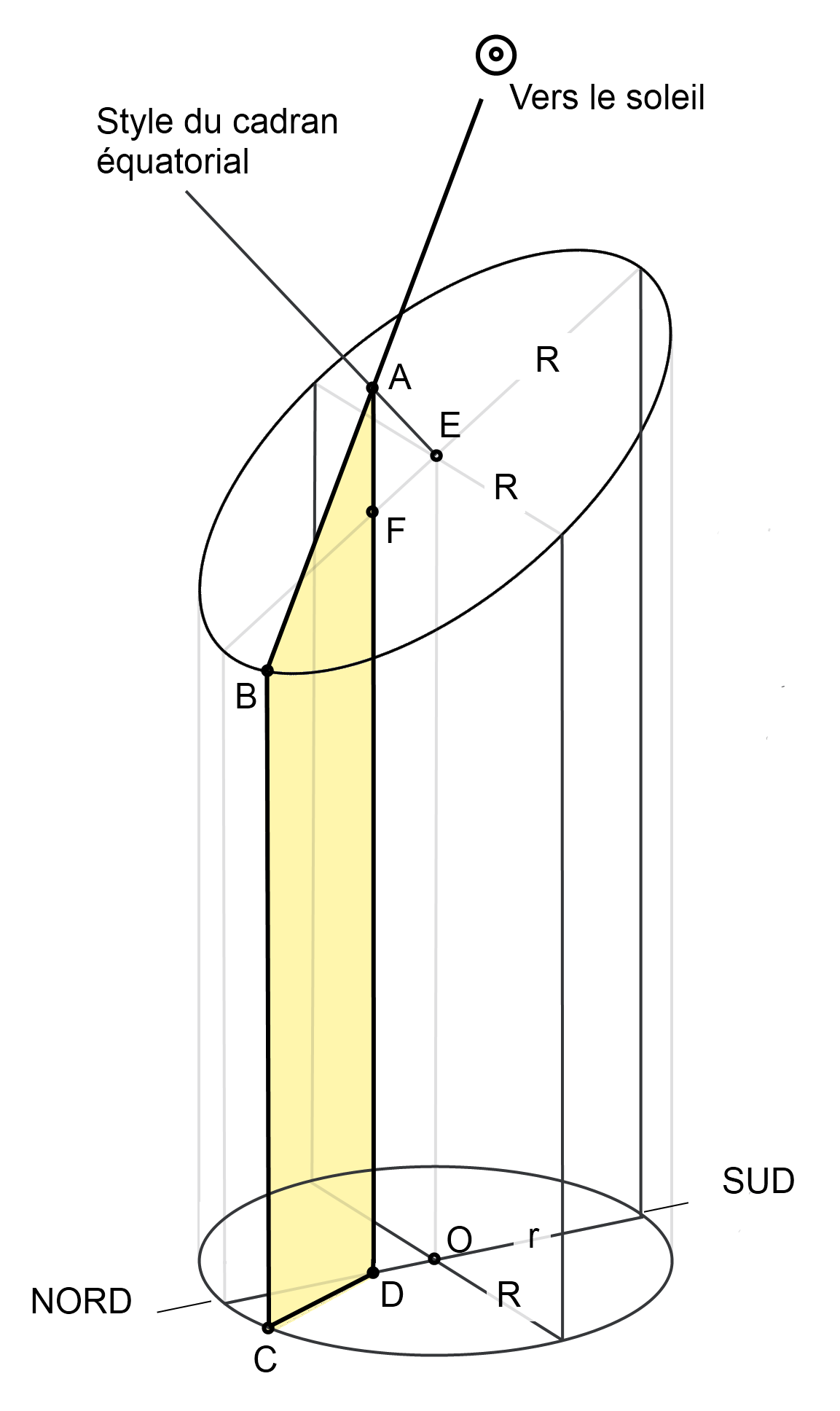
Principe de construction du cadran analemmatique et explication du fonctionnement (vue détaillée).

La figure ci-contre (vue détaillée) explicite le principe de projection et la façon de graduer le cadran analemmatique en heures et en dates.
La figure reprend une partie de la vue générale. On reconnaît le point E, centre du cadran équatorial, et le point O, centre du cadran analemmatique. La base de la figure est le plan horizontal du lieu avec ses directions nord-sud. La projection du cadran équatorial sur le plan horizontal est matérialisée par les traits verticaux : lignes BC, AD par exemple. Ces lignes sont parallèles à la direction de projection EO (la verticale) et donc parallèles entre elles.
Le cadran équatorial est un cercle de centre E et de rayon R. Par effet de perspective, il apparaît sur la figure comme une ellipse. Le cadran horaire analemmatique est l’ellipse formée par la projection du cadran équatorial sur l'horizontale. Les axes de l'ellipse sont indiqués sur la figure à partir du point O, centre de l'ellipse. Les longueurs des axes y sont indiquées : (R) pour le grand axe et (r) pour le petit axe.
Dans la vue détaillée, il n'est plus midi solaire mais une heure quelconque. Le Soleil n'est plus situé dans le plan méridien, il est dans la direction AB. L’ombre observée en B sur le cadran équatorial est créée par le point A du style du cadran équatorial. L'angle ABE est la déclinaison du Soleil pour la date d'observation. Le point A ne dépend donc pas de l’heure mais uniquement de la déclinaison du Soleil et de la date, il en est de même pour sa projection D sur le plan horizontal.
Le point B indique l'heure sur le cadran équatorial en toutes saisons. Le Soleil tourne régulièrement autour du cercle à raison de 15° par heure en passant au sud à midi solaire (12 h). Le point B formé par l'ombre du stylet suit ce mouvement. Le point C projection du point B est comme ce dernier indépendant de la date. Il ne dépend que de l'heure ce qui permet de graduer le cadran en heure transformant cette ellipse en cadran horaire.

#### Principe de construction

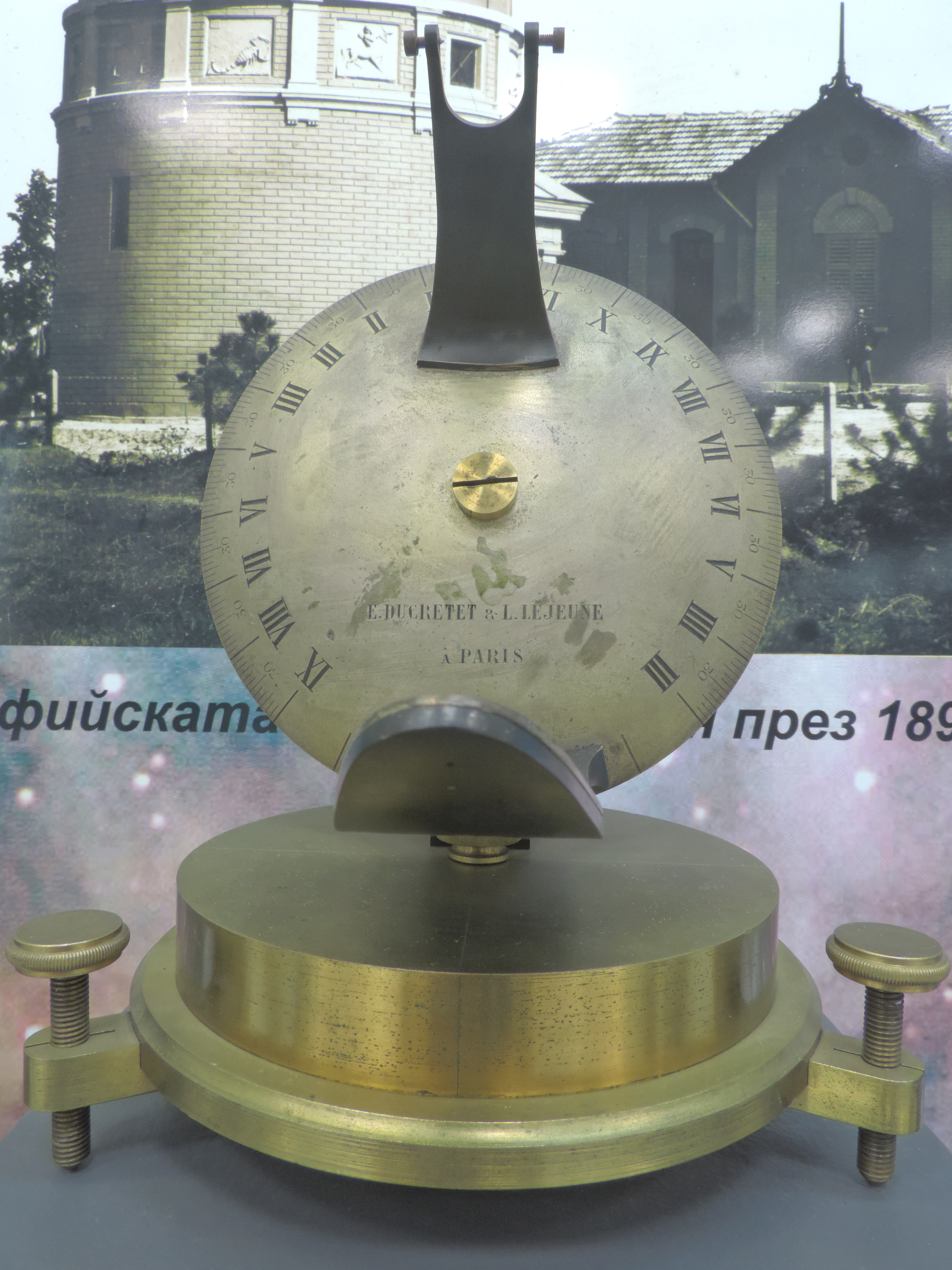
Cadran analemmatique E. Ducretet & L. Lejeune (Paris), fin du XIXe siècle. L'analemme montre « l'équation de la fonction du temps » et permet la correction de ce que l'horloge lit. Exposé au musée polytechnique national à Sofia (Bulgarie).

- Cadran horaire : tracer une ellipse par projection du cercle équatorial et la graduer en heures (les points C).
- Ligne des dates : tracer une ligne qui est la projection du stylet du cadran équatorial, et la graduer en dates (les points D).

#### Utilisation: lecture de l'heure
- Placer une tige (style) orientée selon l'axe de projection EO donc verticale sur le point D et observer son ombre sur le point C. L'ombre du style du cadran analemmatique (droite DA) coupe l'ellipse du cadran horaire gradué en heure au point C, projection sur le plan horizontal du point B du cadran équatorial. En effet le Soleil est situé dans la direction BA donc dans le plan (BA, AD) ou (BA, BC) puisque AD est parallèle à BC.

### Articles liés
- Cadran du monastère de Brou
- Cadran de l'Observatoire de Besançon
- Cadran de la promenade du Peyrou à Montpellier
- Cadran du jardin des Doms à Avignon